# 紅鳥糞蛛
紅鳥糞蛛（学名：Cyrtarachne yunoharuensis）为金蛛科鳥糞蛛屬下的一个种。